# سفرهای سه برادر انگلیسی
سفرهای سه برادر انگلیسی (انگلیسی: The Travels of the Three English Brothers) یک نمایشنامه به قلم جان دی، ویلیام رولی و جرج ویلکینز است که در سال ۱۶۰۷ میلادی بر اساس تجربیات و سفرهای برادران ماجراجوی شرلی (سر رابرت شرلی، سر آنتونی شرلی و سر توماس شرلی) نوشته شده است. این نمایشنامه از نخستین آثار سبک نمایش‌نامه‌های انگلیسی رنسانس محسوب می‌شود.
بخش اعظم این نمایشنامه در دربار شاه عباس صفوی واقع شده است.